# Birthe Wilke
Birthe Wilke (født 19. marts 1936) er en dansk sangerinde og skuespiller. Hun debuterede i 1950'erne med Bruno Henriksens orkester. Da Bruno Henriksen kort efter startede Philips Grammofonplader i Danmark, blev Birthe Wilke hurtigt en af selskabets topsangere. De bedst kendte sange fra denne periode er Håndklaver og Charme og Den Gamle Gartner. Det blev til en hel stribe succeser i tidens schlager-stil, men også jazz og visesang mestrede hun.
I 1957 blev hun og Gustav Winckler nummer tre ved det internationale Melodi Grand Prix med sangen "Skibet skal sejle i nat", og trods hjemlig kritik i begyndelsen er det 50 år efter et af de største grandprix-hits, Danmark har haft. Wilke bidrog senere med andre grand-prix-numre. Fra midten af 1960'erne droslede hun sangkarrieren ned, men dukkede alligevel sporadisk op i 1970'erne og begyndelsen af 1980'erne. Hun uddannede sig til stenograf og advokatsekretær, og arbejdede i en årrække i bankverdenen.
Birthe Wilke er i de senere år blevet en anerkendt foredragsholder. Hendes foredrag begyndte i Melodi Grand Prix Fanklubben Eurofans Denmark. I 2007 debuterede hun som forfatter med digtsamlingen "Fluen og andre strøtanker". I 2010 udsendtes en dobbelt-CD med Birthe Wilkes favoritsange fra 1950'erne. I 2012 fulgte en CD med danske viser, oprindeligt i 1976 udgivet på "Hør selv records".
Wilke var en overgang gift med cykelrytter Otto Olsen.

## Film
- Jeg elsker dig (1957).
- Soldaterkammerater (1958).
- Jetpiloter (1961).
- Reptilicus (1961).